# Сенатор Миланский
Сена́тор Медиола́нский (умер 29 мая 475 года) — святой епископ Миланский. Дни памяти — 28 мая с иными миланскими святыми, 29 мая и 25 сентября.

## Биография
Святой Сенатор Миланский (иначе: Сенатор из Сетталы, итал.: Senatore di Settala) был епископом Милана с 472 до 475 год.
Главным первоисточником сведений о жизни святого Сенатора являются труды Эннодия, епископа Павийского начала VI века, который характеризует святого как человека большого красноречия и остроумия и приписывает ему комментарии к пророкам.
Святой Сенатор родился в Сеттале, что примерно в 15 км к востоку от Милана. Его духовная карьера была непосредственно связана с его духовным наставником, святым Авундием, епископом Комо. Летом 450 года сенатор, тогда еще священник, входил в состав депутации, возглавляемой св. Авундием, которая доставила в Константинополь несколько писем папы Римского Льва Великого. Эти письма, датированные 17 июня 450 года, были адресованы императору Феодосию II, императрице Пульхерии и Константинопольскому Патриарху Анатолию и были изданы с целью обличения их поддержки учений Евтихия, считавшихся еретическими.
Депутация вернулась в Рим до июня 451 года, а свв. Авундий и Сенатор вернулись в Милан с папскими письмами к епископу Миланскому Евсевию. В сентябре 451 года свв. Авундий и Сенатор участвовали в местном Синоде в Милане, в котором приняли участие 18 епископов со всей северной Италии. На заседаниях Синода свв. Авундий и Сенатор рассказали о своем путешествии на Восток. В следующем месяце учение Евтихия было официально осуждены Халкидонским собором.
Сенатор стал епископом Милана в 472 году. Будучи епископом, он принимал активное участие в окормлении епархии. В 472 году св. Сенатор основал базилику святой Евфимии в Милане, которую он посвятил мученику Евфимию, и которая сегодня посвящена как святой Евфимии, так и ему.
Святой Сенатор умер 29 мая 475 года и был похоронен в базилике, которую он основал.